# Chalcopteryx seabrai
Chalcopteryx seabrai är en trollsländeart som beskrevs av Santos och Machado 1961. Chalcopteryx seabrai ingår i släktet Chalcopteryx och familjen Polythoridae. Inga underarter finns listade i Catalogue of Life.